# 索德纳瓦耶
索德纳瓦耶（法語：Sault-de-Navailles，法語發音：[so də navaj]）是法国大西洋比利牛斯省的一个市镇，属于波城区。

## 地理
索德纳瓦耶（43°33'5"N, 0°40'22"W）面积22.26 平方千米，位于法国新阿基坦大区大西洋比利牛斯省，该省份为法国东南部省份，涵盖了贝阿恩与北巴斯克，西临大西洋比斯開灣，北至朗德省，东北接热尔省，东临上比利牛斯省，南与西班牙接壤。
与索德纳瓦耶接壤的市镇（或旧市镇、城区）包括：巴塞尔克勒、贝里、博讷加尔德、卡斯泰尼奥苏斯朗、马尔帕普、巴朗桑、拉贝里、拉卡代、梅斯普莱德、萨莱斯皮斯。

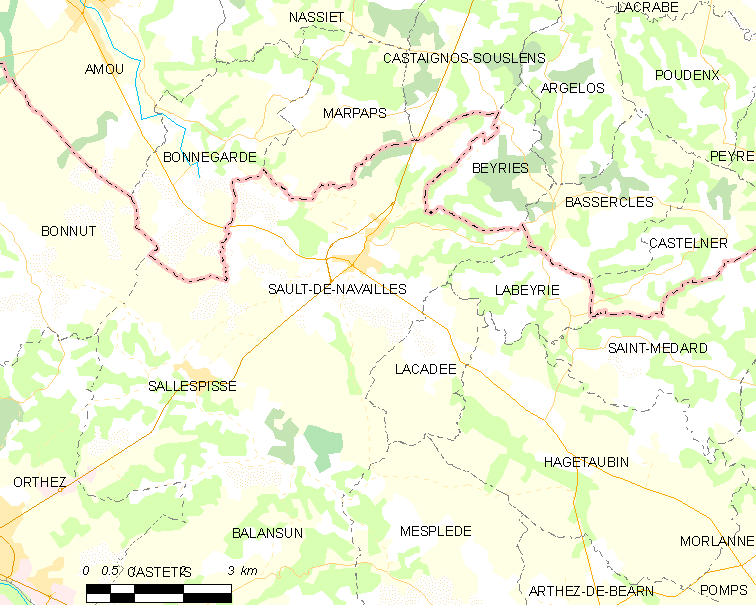
索德纳瓦耶的OSM定位图

索德纳瓦耶的时区为UTC+01:00、UTC+02:00（夏令时）。

## 行政
索德纳瓦耶的邮政编码为64300，INSEE市镇编码为64510。

## 政治
索德纳瓦耶所属的省级选区为阿尔蒂克斯和苏贝斯特尔地区县。

## 人口

1962-2008年间索德纳瓦耶人口变化图示

索德纳瓦耶于2022年1月1日时的人口数量为944人。